# Чижов Олександр Петрович
Чижов Олександр Петрович — кандидат історичних наук, доцент кафедри нової та новітньої історії. З листопада 2003 р. по січень 2013 р. займав посаду завідувача кафедри нової та новітньої історії.
Чижов Олександр Петрович народився 28 травня 1944 р. У 1970 р. закінчив історичний факультет Харківського державного університету. У 1970—1980 рр. працював асистентом, старшим викладачем кафедри історії КПРС Харківського державного юридичного інституту ім. Ф. Е. Дзержинського. З 1980 р.– старший викладач, доцент кафедри нової і новітньої історії ХДУ. Читає загальний курс новітньої історії країн Європи і Америки, спеціальні курси: «Історіографія нової і новітньої історії», «Джерелознавство нової і новітньої історії» та ін.
У 1989 р. захистив кандидатську дисертацію «Російська революційна еміграція у Болгарії (1878—1917 рр.)». Продовжував досліджувати російсько-болгарські зв'язки в останній чверті ХІХ ст. Опублікував понад 20 наукових, науково-популярних і навчально-методичних праць.
8 квітня 2015 р. помер в одній із харківських лікарень внаслідок серцево-судинної хвороби.

## Основні публікації
Біля джерел великої дружби: (З історії рос. рев. еміграції в Болгарії, 1895—1917 рр.) // НПІ КПРС.– К., 1973.– Вип. 65.– С. 15 — 22.
Братерське співробітництво більшовиків і болгарських «тісняків» у роки першої російської революції // ВХУ.– 1977.– № 153.– С. 11 — 18.
Деятельность российских революционерів в Болгарии (1878—1917 рр.): Автореф. дис.канд. ист. наук.– Х., 1989.– 16 с.– (ХГУ).
Памяти Георгия Плетнева / А. И. Тумаков, А. П. Чижов // Болгарский ежегодник.– София; Х., 1996.– Т. 2.– С. 416—418.
Российская народническая эмиграция в Болгарии (1878—1895 гг.) / А. И. Тумаков, А. П. Чижов // Болгарский ежегодник.– К., 1998.– Т. 3.– С. 51 — 65.
Чижов Александр Петрович // Преподаватели исторического факультета Харьковского госуниверситета (1933—1991 гг.): Материалы к биобиблиогр. словарю / Сост.: Б. П. Зайцев, С. М. Куделко, С. И. Посохов.– Х., 1992.– С. 44.
Чижов А. П., Тумаков А. И. Новейшая история стран Восточной Азии (1945—2000 гг.) // Учебное пособие. — Харьков, 2001. — 180 с.
Чижов О. П., Йолкін А. І. Сучасна історія країн Європи та Північної Америки. Програма курсу для студентів історичного факультету ХНУ ім. В. Н. Каразіна. — Харків, 2003.
Чижов А. П., Тумаков А. И. Харьковские революционеры в российской политической эмиграции в Болгарии после русско-турецкой войны 1877—1878 гг. // Вісник Міжнародного Слов'янського університету. — Т. 6. — № 1. — Харків, 2003. — С. 17 — 21.
Чижов О. П. Кафедра нової та новітньої історії // Історичний факультет: від покоління до покоління. — Харків, 2004. — С. 23 — 32.